# Cylindrolaimus politus
Cylindrolaimus politus är en rundmaskart som beskrevs av Daday 1905. Cylindrolaimus politus ingår i släktet Cylindrolaimus och familjen Axonolaimidae. Inga underarter finns listade i Catalogue of Life.